# Lucenay-l'Évêque
Lucenay-l'Évêque és un municipi francès, situat al departament de Saona i Loira i a la regió de Borgonya - Franc Comtat. L'any 2007 tenia 389 habitants.

## Demografia

### Població
El 2007 la població de fet de Lucenay-l'Évêque era de 389 persones. Hi havia 160 famílies, de les quals 52 eren unipersonals (12 homes vivint sols i 40 dones vivint soles), 56 parelles sense fills, 48 parelles amb fills i 4 famílies monoparentals amb fills.
La població ha evolucionat segons el següent gràfic:
Habitants censats

### Habitatges
El 2007 hi havia 263 habitatges, 165 eren l'habitatge principal de la família, 78 eren segones residències i 20 estaven desocupats. 251 eren cases i 9 eren apartaments. Dels 165 habitatges principals, 129 estaven ocupats pels seus propietaris, 26 estaven llogats i ocupats pels llogaters i 10 estaven cedits a títol gratuït; 8 tenien dues cambres, 30 en tenien tres, 36 en tenien quatre i 91 en tenien cinc o més. 125 habitatges disposaven pel capbaix d'una plaça de pàrquing. A 67 habitatges hi havia un automòbil i a 79 n'hi havia dos o més.

### Piràmide de població
La piràmide de població per edats i sexe el 2009 era:
| Homes | Edats   | Dones |
| ----- | ------- | ----- |
| 0     | 95 o +  | 0     |
| 8     | 90 a 94 | 12    |
| 0     | 85 a 89 | 16    |
| 4     | 80 a 84 | 4     |
| 8     | 75 a 79 | 12    |
| 4     | 70 a 74 | 28    |
| 16    | 65 a 69 | 8     |
| 4     | 60 a 64 | 8     |
| 4     | 55 a 59 | 12    |
| 4     | 50 a 54 | 8     |
| 12    | 45 a 49 | 16    |
| 16    | 40 a 44 | 12    |
| 4     | 35 a 39 | 8     |
| 16    | 30 a 34 | 12    |
| 8     | 25 a 29 | 16    |
| 4     | 20 a 24 | 4     |
| 12    | 15 a 19 | 8     |
| 8     | 10 a 14 | 24    |
| 4     | 5 a 9   | 12    |
| 4     | 0 a 4   | 20    |

## Economia
El 2007 la població en edat de treballar era de 221 persones, 158 eren actives i 63 eren inactives. De les 158 persones actives 150 estaven ocupades (77 homes i 73 dones) i 8 estaven aturades (3 homes i 5 dones). De les 63 persones inactives 20 estaven jubilades, 20 estaven estudiant i 23 estaven classificades com a «altres inactius».

### Ingressos
El 2009 a Lucenay-l'Évêque hi havia 167 unitats fiscals que integraven 369,5 persones, la mediana anual d'ingressos fiscals per persona era de 16.118 €.

### Activitats econòmiques
Dels 21 establiments que hi havia el 2007, 1 era d'una empresa de fabricació d'altres productes industrials, 2 d'empreses de construcció, 4 d'empreses de comerç i reparació d'automòbils, 2 d'empreses de transport, 3 d'empreses d'hostatgeria i restauració, 1 d'una empresa immobiliària, 1 d'una empresa de serveis, 6 d'entitats de l'administració pública i 1 d'una empresa classificada com a «altres activitats de serveis».
Dels 9 establiments de servei als particulars que hi havia el 2009, 1 era una oficina d'administració d'Hisenda pública, 1 gendarmeria, 1 oficina de correu, 1 fusteria, 1 lampisteria, 1 perruqueria, 1 veterinari i 2 restaurants.
L'únic establiment comercial que hi havia el 2009 era una botiga de roba.
L'any 2000 a Lucenay-l'Évêque hi havia 12 explotacions agrícoles que ocupaven un total de 918 hectàrees.

## Equipaments sanitaris i escolars
L'únic equipament sanitari que hi havia el 2009 era una farmàcia.
El 2009 hi havia una escola elemental integrada dins d'un grup escolar amb les comunes properes formant una escola dispersa.

## Poblacions més properes
El següent diagrama mostra les poblacions més properes.